# Anfiteatro Quercia del Tasso
L'Anfiteatro della Quercia del Tasso è un teatro di Roma, dove si svolgono rappresentazioni all'aperto unicamente nel periodo estivo.
È costituito da una gradinata in cotto, disposta in un'unica cavea: il nome "anfiteatro" non è quindi corretto, proprio perché la cavea è singola, né si conosce il motivo della denominazione errata. La costruzione del teatro è databile al XVII secolo per opera dell'oratorio di San Filippo Neri, periodo nel quale una ripida cavea naturale venne predisposta per l'allestimento di spettacoli teatrali ed il nome venne adottato in memoria di Torquato Tasso, che amava passeggiare sul Gianicolo e sedersi all'ombra della famosa quercia (poi distrutta da un fulmine), meta anche delle passeggiate romane di Giacomo Leopardi.
Dal 1965 al 2015 è stata la sede stabile della compagnia teatrale "La Plautina" diretta da Sergio Ammirata, quindi trasferitasi presso il Teatro Anfitrione, la quale ha messo in scena, grazie ad un apparato tecnico mobile, spettacoli di autori classici, moderni e contemporanei.
Presso l'anfiteatro si trova la quercia del Tasso.